# マーガレット・クック (レスター伯爵夫人)

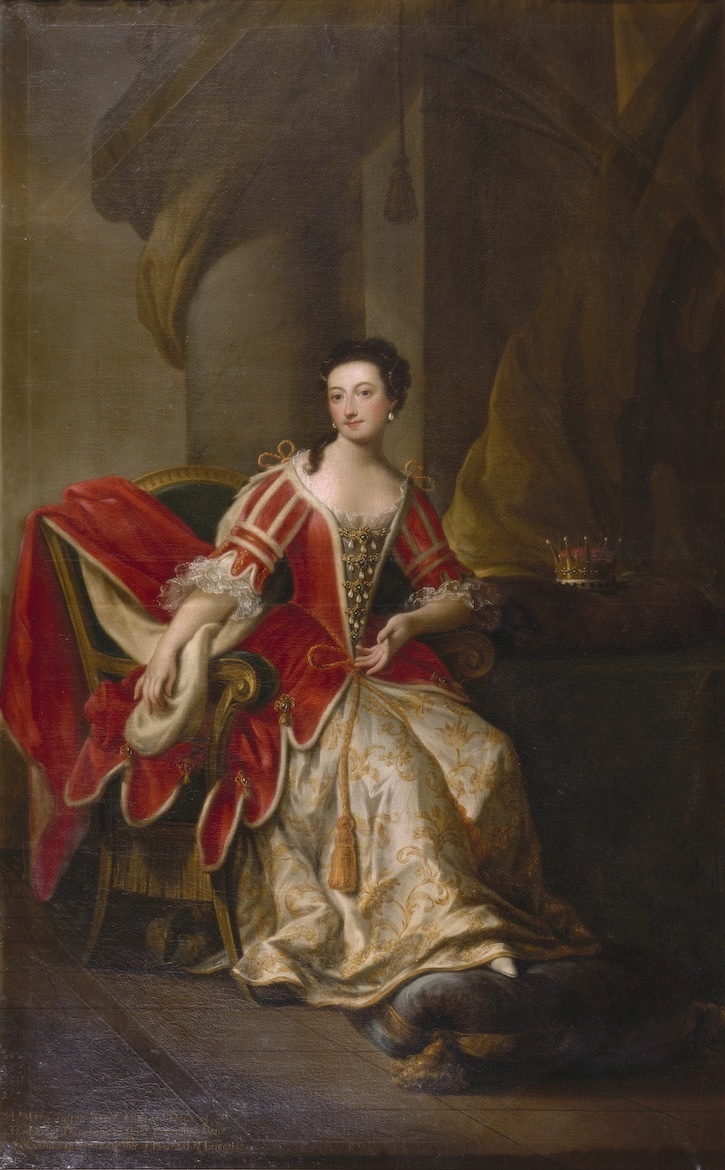
アンドレア・カザーリによる肖像画。

レスター伯爵夫人および第19代ド・クリフォード女男爵マーガレット・クック（英語: Margaret Coke, Countess of Leicester, Baroness de Clifford、旧姓タフトン（Tufton）、1700年6月16日 – 1775年2月28日）は、イギリスの伯爵夫人。自身の権利によりド・クリフォード女男爵の爵位を保有した。

## 生涯
第6代サネット伯爵および第18代ド・クリフォード男爵トマス・タフトンとキャサリン・キャヴェンディッシュ（Catherine Cavendish、第2代ニューカッスル公爵ヘンリー・キャヴェンディッシュの娘）の三女として、1700年6月16日に生まれた。
1718年7月3日、トマス・クックと結婚した。トマスは1728年にラヴェル男爵に、1744年にレスター伯爵に叙されたが、1759年4月20日に死去すると爵位が全て廃絶した。
1729年7月30日に父が死去すると、サネット伯爵の爵位は叔父サックヴィルの息子サックヴィルが継承したが、ド・クリフォード男爵の爵位は停止になった。その後、1734年8月3日の特許状により停止状態が解除され、マーガレットがド・クリフォード男爵位を継承した。
1775年2月28日に死去、ド・クリフォード男爵の爵位は停止状態になったが、1776年4月にエドワード・サウスウェル（マーガレットの姉キャサリンの孫）が継承するという形で解消された。